# Incisures de Schmidt-Lanterman

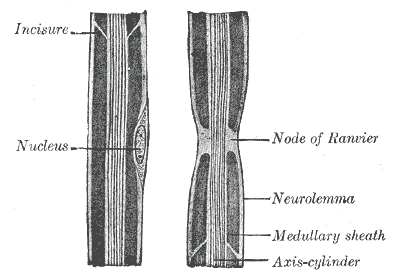
Un axone myélinisé du système nerveux périphérique

Les incisures de Schmidt-Lanterman sont des incisures transversales (visualisables en microscopie électronique) situées sur la myéline dite non compacte des axones situés au niveau du système nerveux périphérique.
Ces incisures sont dues à la persistance du cytoplasme de la cellule de Schwann lors de l'accolement des faces cytoplasmiques de la membrane plasmique de ces cellules.